# ريتشارد ر. هوف
ريتشارد ر. هوف (بالإنجليزية: Richard R. Hough)‏ هو مهندس أمريكي، ولد في 1917، وتوفي في 9 يوليو 1992.